# Delphinium tricorne
Delphinium tricorne là một loài thực vật có hoa trong họ Mao lương. Loài này được Michx. mô tả khoa học đầu tiên năm 1803.

## Hình ảnh

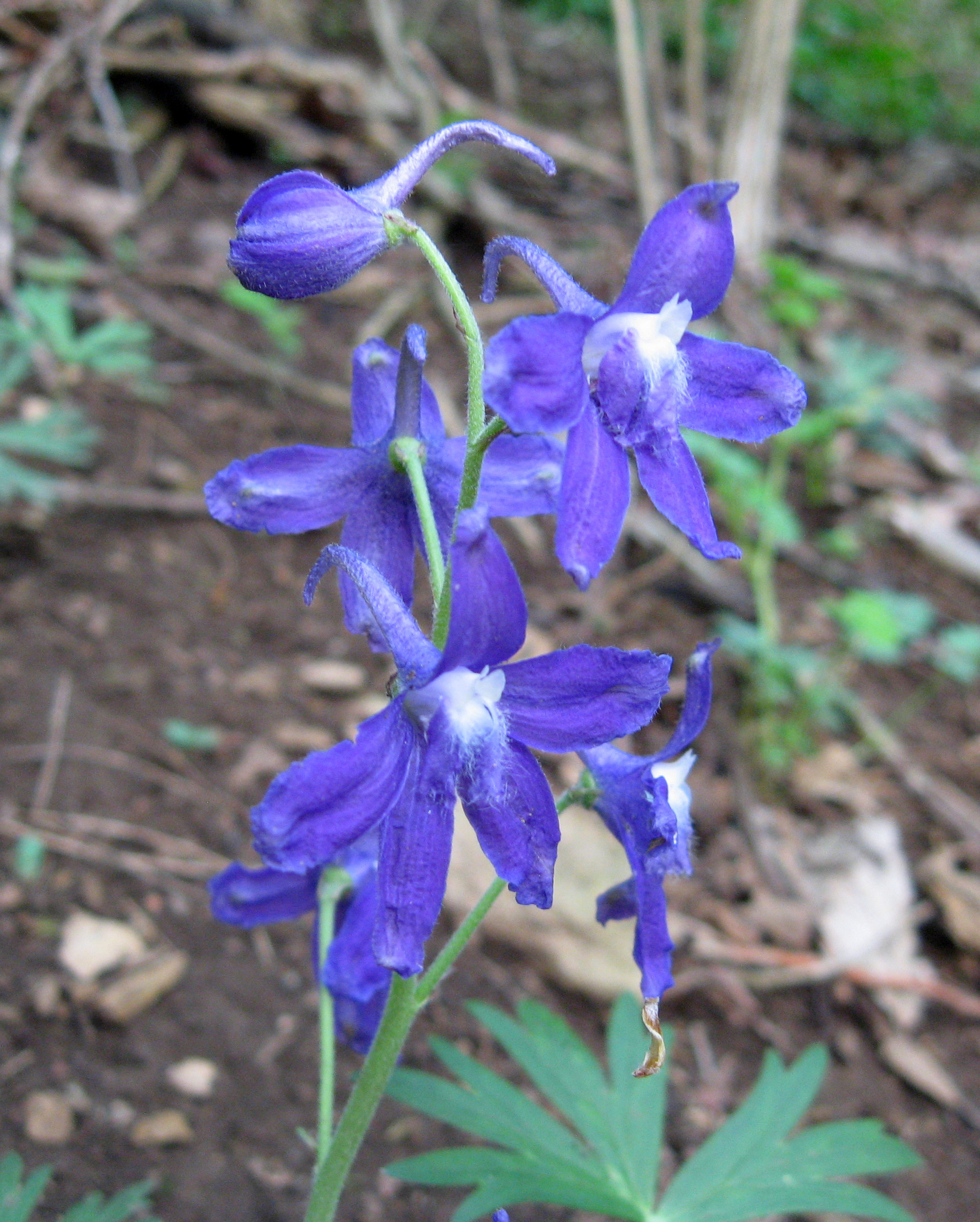
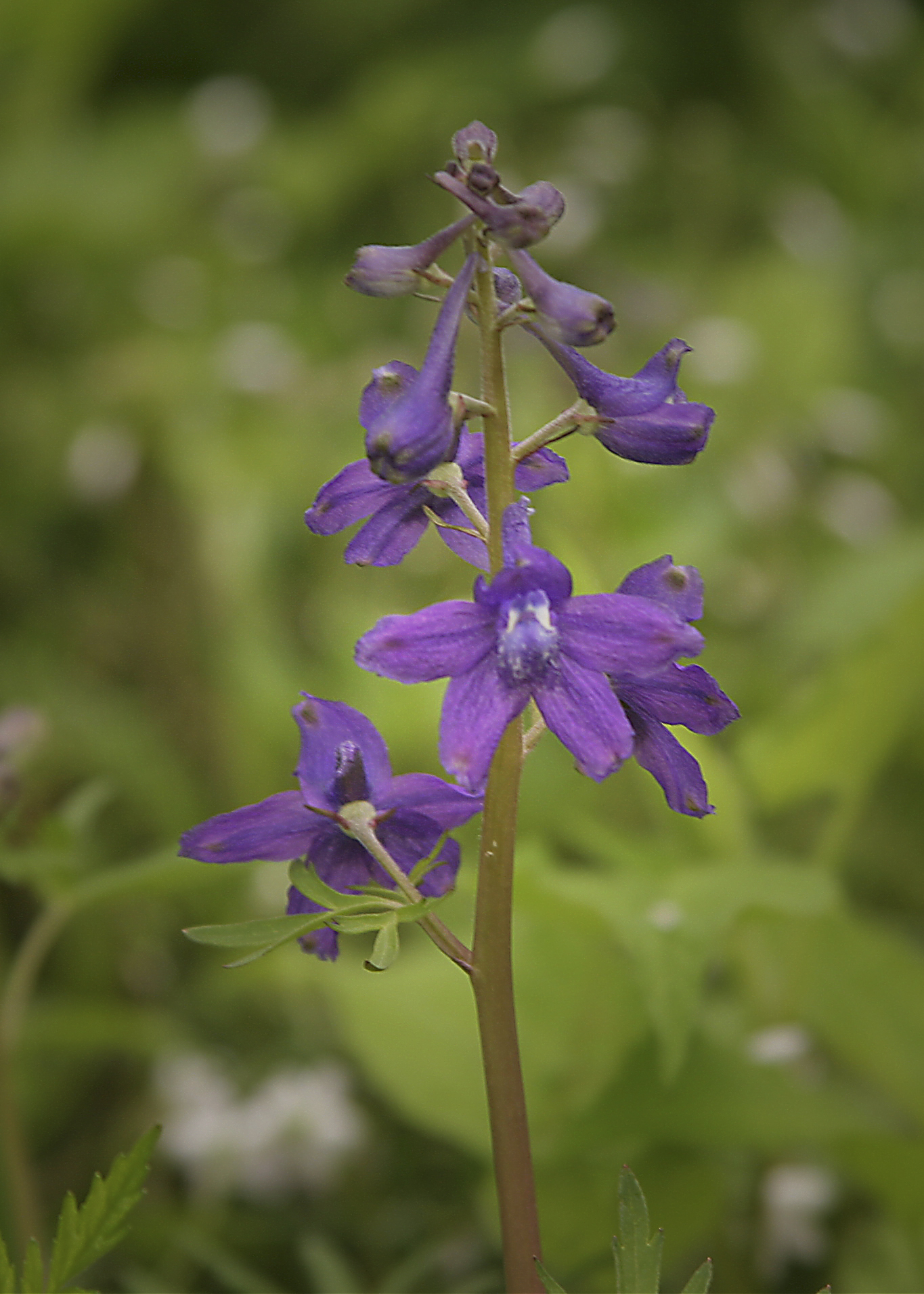
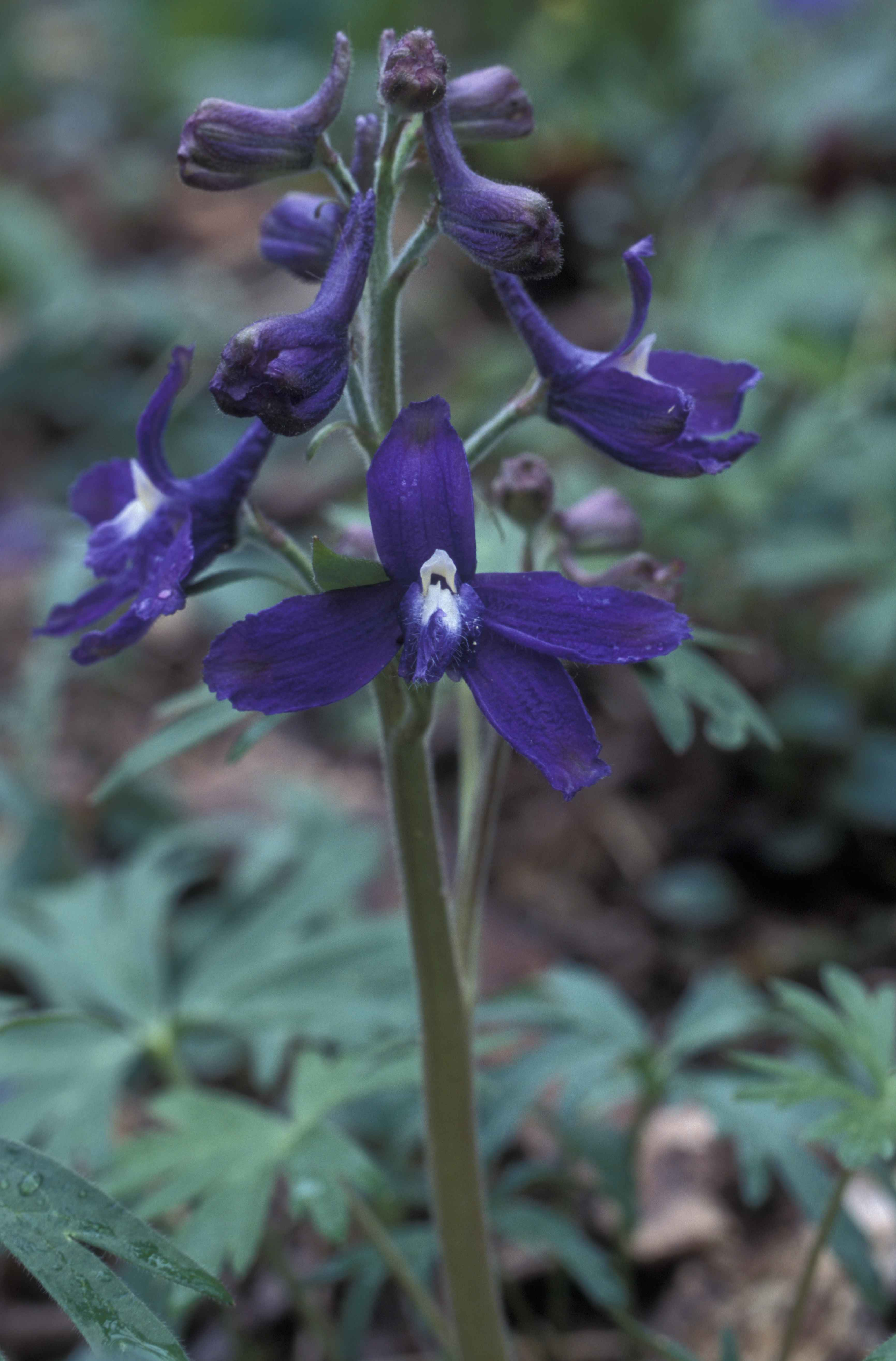